# Tipula (Schummelia) costolutea
Tipula (Schummelia) costolutea is een tweevleugelige uit de familie langpootmuggen (Tipulidae). De soort komt voor in het Oriëntaals gebied.